# Молодіжний (Березовський міський округ)
Молоді́жний (рос. Молодёжный) — селище у складі Березовського міського округу Свердловської області.
Населення — 250 осіб (2010, 265 у 2002).
Національний склад станом на 2002 рік: росіяни — 68 %.
Стара назва — 2-й участок совхоза Шиловський.